# Rhipidomys wetzeli
Rhipidomys wetzeli és una espècie de mamífer rosegador de la família dels cricètids. Viu a altituds d'entre 1.000 i 2.200 msnm al sud de Veneçuela i, probablement, el nord del Brasil. Es tracta d'un animal nocturn i arborícola. Els seus hàbitats naturals són els boscos primaris i de tepuy. És una espècie en risc mínim, és a dir, no sembla que hi hagi cap amenaça significativa per a la seva supervivència.
L'espècie fou anomenada en honor del zoòleg estatunidenc Ralph M. Wetzel.